# Релич, Стефан
Сте́фан Ре́лич (черног. Стеван Рељић / Stevan Reljić; 31 марта 1986, Плевля, СФРЮ) — черногорский футболист, защитник.

## Карьера
Играл за «Рудар» из города Плевли, провёл 154 игры суммарно и забил 11 мячей. Ранее также выступал за ЧСК и «Текстилац Итес». С 2010 года игрок «Црвены Звезды», в 2012 году ушёл в аренду в «Борац» из Чачака.